# Тартес, Урмас
Урмас Тартес (эст. Urmas Tartes; 19 сентября 1963) — эстонский энтомолог и фотограф.

## Биография
Урмас Тартес родился 19 сентября 1963 год в Тарту. В 1982 году окончил среднюю школу в деревне Ныо с золотой медалью (физико-математический класс). В 1983—1985 годах проходил службу в Советской армии. В 1989 году с отличием окончил Тартуский университет. В 1995 году получил докторскую степень, защитив диссертацию на тему «Ритмы дыхания у насекомых».
С 1989 года работал в Институте зоологии и ботаники. В 1992 году стал директором по хозяйственной части, а с 1996 по 2004 год являлся директором института. С 1999 года также был заведующим отделом зоологии. С 1994 года был доцентом Института зоологии и гидробиологии Тартуского университета. В 2005—2010 годах он был профессором Эстонского университета естественных наук. Занимался изучением физиологии насекомых (дыхания, кровообращения, гомеостаза) и их визуальной коммуникации. Автор более 100 различных публикаций.
Член Эстонского общества естествоиспытателей. В 1997—1999 годах был сопредседателем Союза учёных Эстонии. В 1998 году был председателем комиссии по охране природы Эстонской академии наук. Входил в состав редколлегии научно-популярного журнала «Eesti Loodus».
С 2010 года его основным занятием стала фотография дикой природы и писательская деятельность. Особую известность получили его фотографии насекомых крупным планом.

## Награды
В 2001 году Урмас Тартес был удостоен Ордена белой звезды 4-го класса. В 2009 году он победил в фотоконкурсе Wildlife Photographer of the Year в номинации «Животные в их среде обитания» с фотографией ногохвостки на снежинке.

## Работы

### Фотографии

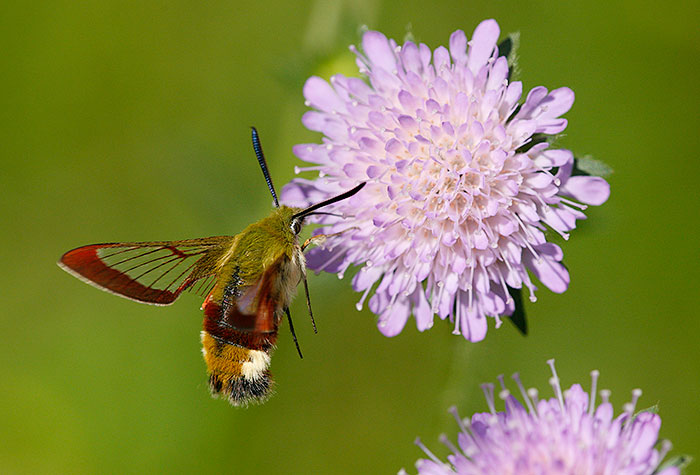
Hemaris fuciformis
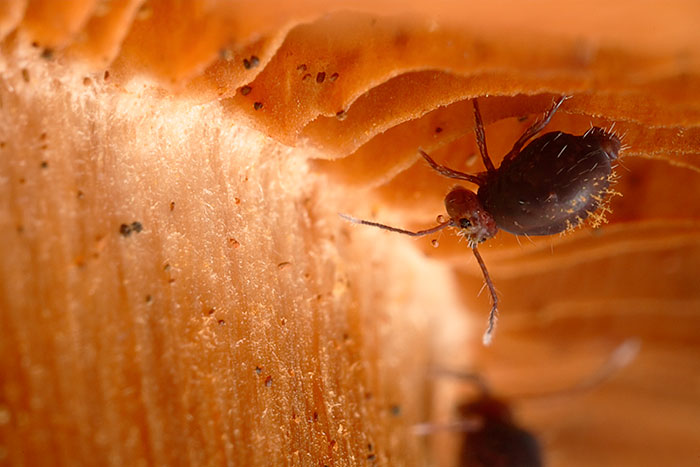
Allacma fusca
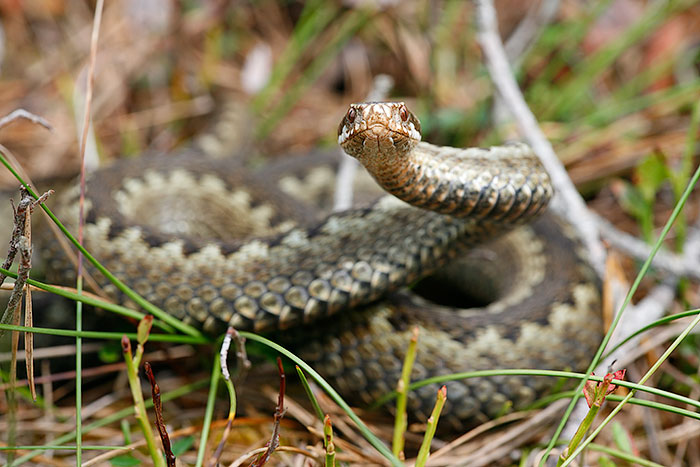
Vipera berus
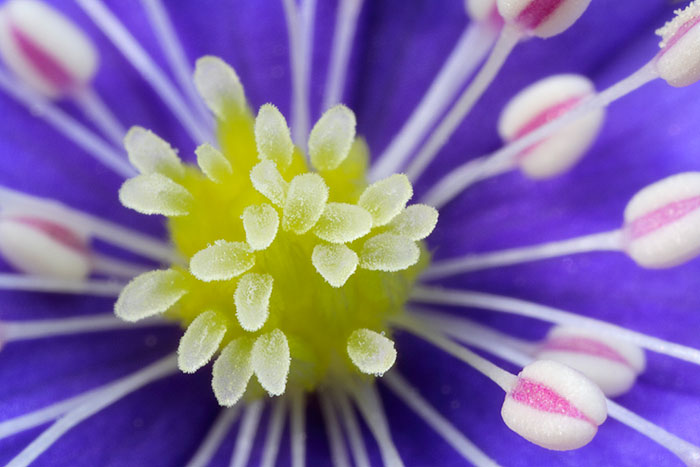
Anemone hepatica

### Основные публикации
- Kuusik, A., Tartes, U., Harak, M., Hiiesaar, K. & Metspalu, L. Developmental changes during metamorphosis in Tenebrio molitor (Coleoptera: Tenebrionidae) studied by calorimetric thermography // European Journal of Entomology. — 1994. — Vol. 3, no. 91. — С. 297—305. — ISSN 1802-8829.
- Tartes, U. & Kuusik, A. Periodic muscular activity and its possible functions in pupae of Tenebrio molitor // Physiological Entomology. — 1994. — Vol. 3, no. 19. — С. 216—222. — ISSN 1365-3032. — doi:10.1111/j.1365-3032.1994.tb01045.x.
- Kuusik, A., Harak, M., Hiiesaar, K., Metspalu, L. & Tartes, U. Studies on insect growth regulating (IGR) and toxic effects of Ledum paluster extracts on Tenebrio molitor pupae (Coleoptera, Tenebrionidae) using calorimetric recordings // Thermochimica Acta. — 1995. — No. 251. — С. 247—253. — ISSN 0040-6031. — doi:10.1016/0040-6031(94)02048-S.
- Kuusik, A., Harak, M., Hiiesaar, K., Metspalu, L. and Tartes, U. Different types of external gas exchange found in pupae of greater wax moth Galleria mellonella (Lepidoptera: Pyralidae) // European Journal of Entomology. — 1996. — Vol. 1, no. 93. — С. 23—35. — ISSN 1802-8829.
- Harak, M., Kuusik, A., Hiiesaar, K., Metspalu, L., Luik, A., Tartes, U. Calorimetric investigations on physiological stress in Tenebrio molitor (Coleoptera, Tenebrionidae) pupae // Thermochimica Acta. — 1998. — No. 309. — С. 57—61. — ISSN 0040-6031. — doi:10.1016/S0040-6031(97)00422-X.
- Tartes, U., Kuusik, A., Vanatoa, A. Heartbeat and body movement: roles in gas exchange in Galleria mellonella L. (Lepidoptera: Pyralidae) pupae. // International Journal of Insect Morphology and Embryology. — 1999. — Vol. 28, no. 1—2. — С. 145—149. — doi:10.1016/S0020-7322(99)00014-8.
- Harak, M., Lamprecht, I., Kuusik, A., Hiiesaar, K., Metspalu, L., Tartes, U. Calorimetric investigations of insect metabolism and development under the influence of a toxic plant extract // Thermochimica Acta. — 1999. — No. 333. — С. 39—48. — ISSN 0040-6031. — doi:10.1016/S0040-6031(99)00093-3.
- Tartes, U., Kuusik, A., Hiiesaar, K., Metspalu, L. and Vanatoa, A. Abdominal movements, heartbeats and gas exchange in pupae of the Colorado potato beetle, Leptinotarsa decemlineata // Physiological Entomology. — 2000. — Vol. 2, no. 25. — С. 151—158. — ISSN 1365-3032. — doi:10.1046/j.1365-3032.2000.00180.x.
- Kuusik, A., Tartes, U., Vanatoa, A., Metspalu, L., Hiiesaar, K. Body stereotypic movements and their possible role as triggers of heart activity in pupae of Colorado potato beetle Leptinotarsa decemlineata (Say) // Physiological Entomology. — 2001. — Vol. 1, no. 26. — С. 158—164. — ISSN 1365-3032. — doi:10.1046/j.1365-3032.2001.00229.x.

### Книги
Тартес был соавтором нескольких книг:
- 2001 — Bioloogia gümnaasiumile (часть III), Eesti Loodusfoto. ISBN 9985830466
- 2008 — Legendiloomad, Varrak. ISBN 9789985317822
- 2009 — Loodusfoto lugu ja lumm, Varrak. ISBN 9789985319901
- 2012 — Putukad õhus, maas ja vees, Valgus. ISBN 9789985682692
- 2014 — Eesti päevaliblikad, Varrak. ISBN 9789985329993